# 広島県立呉南特別支援学校
広島県立呉南特別支援学校（ひろしまけんりつくれみなみとくべつしえんがっこう)は、広島県呉市阿賀中央五丁目にある県立特別支援学校。聴覚障害と知的障害の併置校。

## 教育課程
- 聴覚障害部門（幼稚部・小学部・中学部）
- 知的障害部門（小学部・中学部・高等部）

## 歴史
- 1950年（昭和25年）4月20日 - 小学校の障害児学級として開校
- 1952年（昭和27年）4月1日 - 県に移管され、広島県ろう学校呉分校となる
- 1954年（昭和29年）4月1日 - 広島ろう学校から分離し、広島県呉ろう学校と改称
- 1956年（昭和31年）4月1日 - 中学部を設置
- 1962年（昭和37年）4月1日 - 幼稚部を設置
- 1966年（昭和41年）4月1日 - 高等部普通科を設置
- 1968年（昭和43年）10月1日 - 広島県立呉ろう学校と改称
- 1988年（昭和63年）3月31日 - 寄宿舎閉舎
- 1990年（平成2年）4月1日 - 広島ろう学校の分校となる
- 2007年（平成19年）4月1日 - 校名変更により広島南特別支援学校呉分校となる
- 2015年（平成27年）4月 - 広島南特別支援学校から独立し、呉南特別支援学校となる。同時に、呉特別支援学校の一部学区を併合し、知的障害との併置校化。

## アクセス
- JR西日本 呉線 安芸阿賀駅 から東側に約800m[1]
- 広電バス先小倉バス停から南へ約200m[1]